# دانشگاه ادماس
دانشگاه ادماس یک دانشگاه در سومالی است که در هرجیسا واقع شده است.